# Firth of Forth

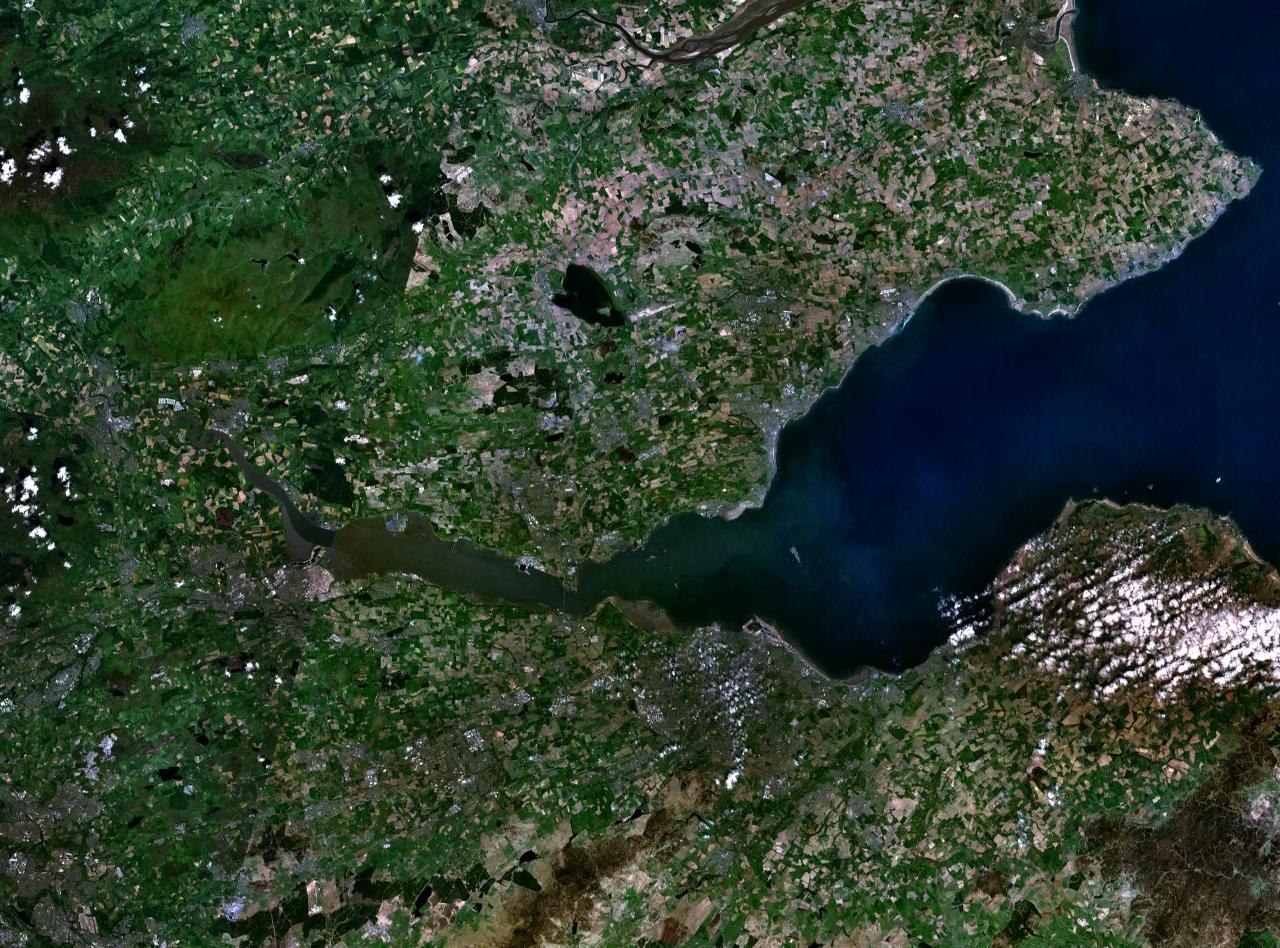
Satelitní foto zálivu a okolí

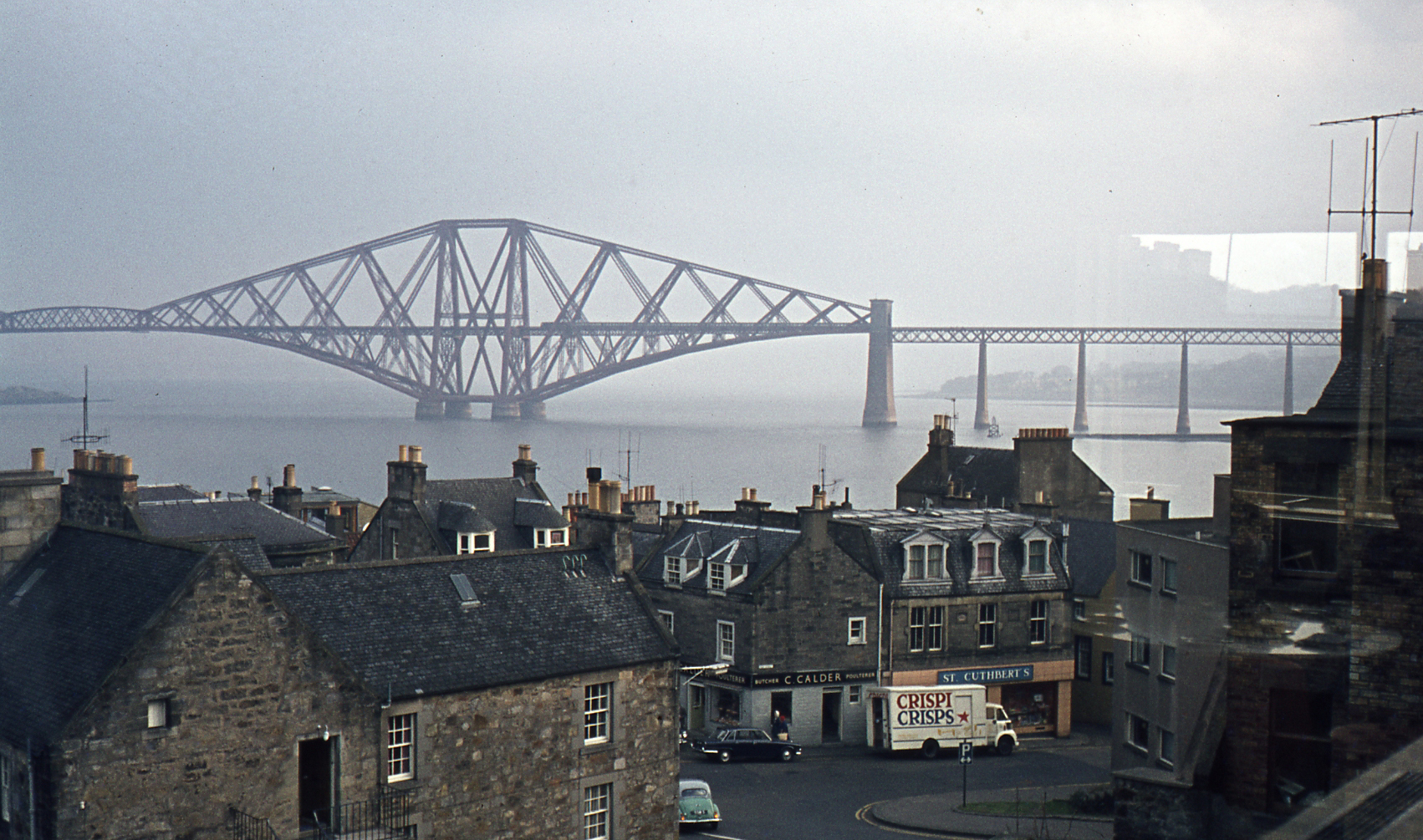
Forthský železniční most ze South Queensferry

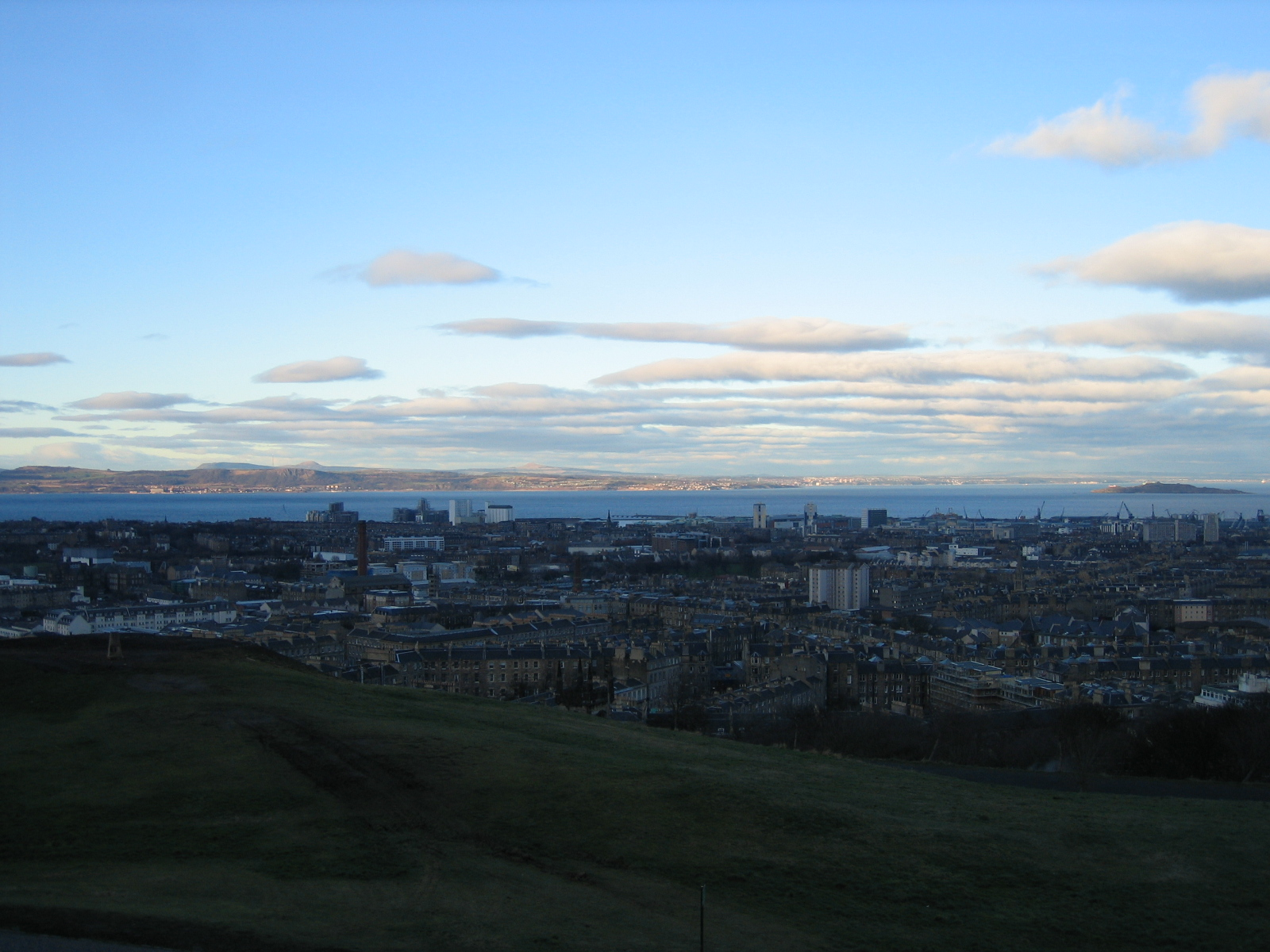
Firth of Forth z Edinburghu

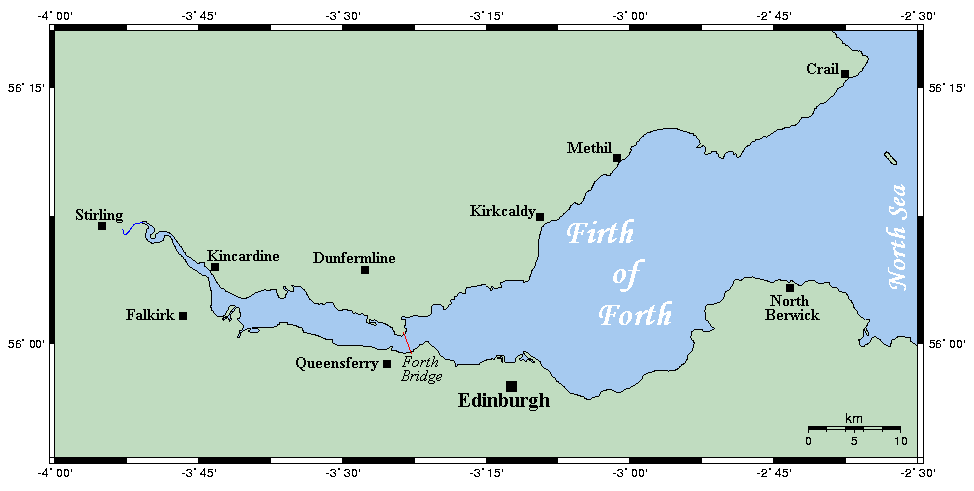
Mapa

Firth of Forth (skotskou gaelštinou Linne Foirthe) je záliv na východě Skotska, u jehož jižního pobřeží leží Edinburgh. Záliv, do nehož ústí řeka Forth, je součástí Severního moře a pro svou polohu byl v minulosti i v současnosti hojně využíván pro lodní dopravu. Záliv je známý pro své velké kolonie vodních ptáků.
Záliv překonávají dva mosty dlouhé přes 2 500 metrů, konzolový železniční Forth Bridge z roku 1890 ( od roku 2015 zapsán na seznamu UNESCO  ) a visutý silniční Forth Road Bridge z roku 1980.
Se zálivem Firth of Clyde na západě Skotska jej propojuje kanál Forth–Clyde.
Ostrovy v zálivu Firth of Forth
- Bass Rock
- Craigleith
- Cramond
- Eyebroughy
- Fidra
- Inchcolm
- Inchgarvie
- Inchkeith
- Inchmickery
- The Lamb
- Isle of May

Města a vesnice
- Severní pobřeží
  - Aberdour, Anstruther
  - Buckhaven, Burntisland
  - Cellardyke, Crail
  - Dalgety Bay, Dysart
  - Earlsferry, East Wemyss, Elie
  - Inverkeithing
  - Kincardine, Kinghorn, Kirkcaldy
  - Leven, Lower Largo
  - Methil
  - North Queensferry
  - Pittenweem
  - Rosyth
  - St. Monans
- Jižní pobřeží
  - Aberlady
  - Blackness, Bo'ness
  - Cockenzie, Cramond
  - Dunbar
  - Edinburgh
  - Grangemouth, Gullane
  - Leith
  - Musselburgh
  - North Berwick
  - Port Edgar, Portobello, Port Seton
  - Prestonpans
  - South Queensferry

Zajímavá místa
- Blackness Castle (hrad)
- Dalmeny House
- Hopetoun House
- Ravenscraig Castle (hrad)
- Skotské rybářské muzeum
- St. Filan's Cave
- St. Monans (větrný mlýn)
- Tantallon (hradní zřícenina)
- Maják Fidra